# Stereochlaena
Stereochlaena is een geslacht uit de grassenfamilie (Poaceae). De soorten van dit geslacht komen voor in Afrika.

## Soorten
Van het geslacht zijn de volgende soorten bekend: 
- Stereochlaena annua
- Stereochlaena caespitosa
- Stereochlaena cameronii
- Stereochlaena foliacea
- Stereochlaena jeffreysii
- Stereochlaena tridentata